# Roger Bénévant
Roger Bénévant, né le 14 février 1930 à Mirande, est un peintre et sculpteur français.

## Biographie
Roger Bénévant est né à Mirande dans le Gers. Il commence ses études à l'école des beaux-arts de Toulouse mais, très vite, désireux de s'émanciper de toute tutelle, il décide de se rendre à Paris en 1950. De sa rencontre avec le paysage urbain, naît une peinture particulière qui très vite captive bon nombre d'amateurs, écrivains et poètes.
Il participe à divers Salons ainsi qu’au festival de la jeune peinture d'Édimbourg en 1952. En 1953, sous l'impulsion d'un groupe d'amateurs, s'organise à Paris, sa première exposition particulière (Galerie du Cirque). Par la suite, il obtient en 1954 le deuxième prix Charles Pacquement. C'est vers cette époque que va s'organiser autour de lui tout un groupe de collectionneurs qui, désireux de soutenir son œuvre, se partagent la presque totalité de sa production.
Après quelques expositions particulières, tant à Paris qu'en province, il se livre, parallèlement à la peinture, à des recherches personnelles touchant les mythes et les symboles ; consécutivement à ses recherches s'opère un changement d'orientation dans sa peinture, écho lointain mais réel de ces mêmes préoccupations. Il se réfugie dans une certaine solitude au cours de laquelle il entreprend une série de grandes toiles à thèmes mythologiques. Cette entreprise dure seize ans et aboutit en 1978 à une série de douze grands formats 120 (195 × 130 cm) La Suite Mythologique dont l'ensemble forme un tout.
Durant cette période, il n'abandonne pas pour autant les petits et moyens formats, mais une production restreinte et exigeante ne lui permet pas d'envisager de grandes expositions particulières. Toutefois en 1983, La Suite Mythologique en sa totalité, accompagnée de nombreux autres tableaux, natures mortes, paysages et portraits, sont exposés durant trois mois au château d'Ancy-le-Franc Yonne).
En 1993, après dix ans de silence et de travail secret, une exposition est organisée dans les locaux du Groupe Azur, rue Boissy d’Anglas à Paris. Durant trois mois, cette exposition donnera aux visiteurs la possibilité d’entrevoir dans une sorte de rétrospective les sources principales dans lesquelles Roger Bénévant puise son inspiration :
- L’une dans la réalité quotidienne : natures mortes, paysages et portraits.

« Le fantastique y naît naturellement de la contemplation soutenue de ce qui se trouve à portée immédiate du regard, fruits, légumes de tous les jours… »
- L’autre dans l’interprétation de grands sujets mythologiques.

« La Suite Mythologique est impressionnante. Une vision puissante, grandiose impose une unité profonde aux douze imposantes toiles où les personnages (Icare, Héraclès, Orphée, Ganymède, lesDanaîdes, etc) ne se distinguent que juste ce qu’il faut du continuum torrentiel et éruptif tout à la fois où prédominent rouges et jaunes... » (Henri Raynal 1993 - Arts ptt)
Durant les années 1990, il travaille sur le projet d’un grand triptyque, L’Apothéose d’Héraclès, dont la partie centrale sera exposée pendant l’exposition de 1993. La réalisation définitive de cet ensemble (255 × 380 cm) dure dix ans. Pour l’instant ce triptyque n’a jamais été encore présenté au public, faute de lieu approprié.
Après diverses présentations de ses dernières créations à Liège et Paris, a lieu à Rome en 2003 une exposition où seront présentées de nouvelles toile ainsi que de grandes sculptures. En 2010, une exposition présentant ses dernières créations s'est déroulée à la Galerie Paris-Berlin à Sceaux.

## Citations
- « Ses toiles sont chaudes de soleil noir, de foules traversées en vain. Elles donnent ce qu'elles ont absorbé : la gravité du solitaire ». (René Laporte 1953)
- « ... une peinture farouche... les couleurs sont vives mais composent un univers sombre aux résonances mystérieuses. » (Jacques Languirand, 1953 - Arts)
- « ... Une alchimie complexe mêlée à d'étonnantes limpidités de matières, une virtuosité unie à une rigueur évidente : voici l'art à double facette d'un peintre-démiurge... ce solitaire qui durant vingt ans a coupé les liens avec le siècle... cet artiste exigeant et secret nous livre aujourd'hui le fruit de sa retraite, ceux d'une aventure hors du commun consacrée à la recherche de sa propre vérité artistique et de son langage. Animé d'une spiritualité inquiète et vigilante, cet art de mythe et de chimère reste de la peinture avant tout... Il comble à la fois l’œil et la raison du spectateur par son impressionnisme gestuel, la qualité de la substance, par la discipline interne de son architecture. » (Gérald Schurr, 1983 – La Gazette de Drouot)
- « Pour le sujet : La mythologie grecque, pour le style : la solidité de Cézanne et les recherches luministes des Nabis… Roger Bénévant jette un pont entre la culture classique et l’art du XXe siècle. Sa peinture puissante et originale renouvelle avec brio le courant symboliste. » (Véronique Prat, 1983 - Figaro Magazine)

## Publication
- Liber Corax - La règle, le compas et le cercle, éditions Dervy, 2004[2].

## Vidéographie
En 2009, il a accueilli dans son atelier le communicateur Jacques Languirand qui, en 1953, a signé la toute première critique de ses œuvres. Cette incursion dans l'univers du sculpteur et peintre a été filmée et est diffusée sur repere.tv.